# Komjáti András
Komjáti András (Győr, 1953. november 20. –) magyar labdarúgó, hátvéd, edző.

## Pályafutása

### Klubcsapatokban

#### Vasas
1970-ben igazolt a Vasashoz a Győri Dózsa csapatától. A magyar élvonalban csak az angyalföldi együttesben szerepelt egészen 1985-ig, azaz 15 idényen át. Összesen 433 bajnoki mérkőzésen lépett pályára és 44 gólt szerzett. Általában középhátvédként lépett pályára, de a középpályán is szerepelt. 1973-ban és 1981-ben bajnoki bronzérmet és kupagyőzelmet szerzett a csapattal. Tagja volt az 1976–77-es idényben bajnokságot nyert Vasasnak. 1985–86-os idényben másfél évet a görög Pierikósz Katerínisz csapatában szerepelt, majd hazatért a Vasashoz.

### A válogatottban
A magyar válogatottban egy alkalommal szerepelt 1981-ben, Anglia ellen a Népstadionban, ahol világbajnoki-selejtezőn 3-1-es vereséget szenvedett a csapat.

### Edzőként
1991 óta dolgozik edzőként. Kezdetben Gellei Imre pályaedzőjeként tevékenykedett (Vasas, MTK, Siófok, Vasas). 1997-ben egy Dél-amerikai túrára összeállított B válogatott mellett szintén Gellei segítője volt. 1999-ben kinevezték a Vasas vezetőedzőjének.
2000 májusában vette át a Debreceni VSC irányítását. 2001 márciusában a csapata a tabella utolsó helyén állt, így Komjátinak távoznia kellett. Augusztusban ismét a Vasas irányításával bízták meg. Decemberben leváltották a posztjáról és sportigazgatónak nevezték ki 2002 nyaráig. 2002 szeptemberétől a Sopron edzője volt. A csapatot az utolsó helyen vette át és benntartotta az első osztályban, de nem hosszabbították meg a szerződését. 2004 nyarától ismét Gellei pályaedzője lett. Előbb egy évig  Zalaegerszegen, majd négy hónapig a ciprusi Néa Szalamínánál. 2005 decemberétől az NB II-es Felcsút edzőjének nevezték ki. A csapat a 2006-os őszt öt pontos előnnyel az első helyen zárta. Tavasszal öt mérkőzésen öt pontot szereztek és visszaestek a harmadik helye, ezért Komjátit menesztették. Ezután a Vasas U19-es csapatát irányította.
2010 októberében a Vasas NB 1-es csapatának edzőjévé nevezték ki. 2011-ben öt egymást követő, nyeretlen mérkőzés után, augusztus 15-én leváltották posztjáról. 2012 nyarán a Videoton FC fiókcsapatának edzőjévé nevezték ki. 2013 áprilisától Pásztor József mellett a Békéscsaba pályaedzője, majd a nyári felkészüléstől vezetőedzője lett. 2014 nyarán nem hosszabbította meg a lejáró szerződését. Ezt követően a Puskás Akadémiánál az ellenfeleket figyelte meg és az utánpótláskorú védőknek tartott egyéni képzést. 2015 nyarán a PAFC második számú, NB III-as csapatát bízták rá. 2017 nyarán pedig klubigazgató lett a felcsúti csapatnál. A 2018–2019-es szezonban Benczés Miklós és Radoki János menesztését követően is ő vette át ideiglenesen a vezetőedzői posztot. 2019 májusától befejezte a klub igazgatói tevékenységét és tulajdonosi tanácsadó lett.

## Sikerei, díjai
- Magyar bajnokság
  - bajnok: 1976–77
  - 3,: 1972–73, 1980–81
- Magyar kupa
  - győztes: 1973, 1981
  - döntős: 1980
- Közép-európai kupa
  - győztes: 1983
- Győri ezüstlabda vándordíj (1969)[26]
- Bay Béla-díj (2013)

## Statisztika

### Mérkőzése a válogatottban
| Magyarország | Magyarország      | Magyarország         | Magyarország  | Magyarország | Magyarország | Magyarország       | Magyarország | Magyarország |
| #            | Dátum             | Helyszín             | Hazai         | Eredmény     | Vendég       | Kiírás             | Gólok        | Esemény      |
| ------------ | ----------------- | -------------------- | ------------- | ------------ | ------------ | ------------------ | ------------ | ------------ |
|              | 1980. április 13. | Prága                | Csehszlovákia | 3 – 2        | Magyarország | olimpiai selejtező | -            | 51' 51'      |
| 1.           | 1981. június 6.   | Budapest, Népstadion | Magyarország  | 1 – 3        | Anglia       | vb-selejtező       | -            | 55'          |
|              | Összesen          |                      |               | 1            | mérkőzés     |                    | 0            | gól          |